# René Méric
Pour les articles homonymes, voir Méric.
René Méric, né le 25 janvier 1895 à Marseille et mort le 8 novembre 1952, officier de l'ordre national de la Légion d’honneur, aviateur blessé en 1916, puis chef d’entreprise, fut maire d’Arras en 1944-1945.

## Biographie
Né le 25 janvier 1895 à Marseille d’une famille qui avait compté des charpentiers de marine et des capitaines de marine, René Méric est le fils ainé d’Antoine-Léon Méric, général de division né le 8 juillet 1861, décédé le 8 décembre 1941, ancien élève de l'École spéciale militaire de Saint-Cyr, promotion « des Kroumirs » (1880-1882) et breveté d’état-major (1888), qui fut promu colonel en juin 1914 et participa aux batailles de la Marne et de Verdun, et de Séraphine Grau née à Marseille le 18 avril 1872.
René Méric suit les classes préparatoires au Prytanée national militaire de La Flèche et est reçu à l’École polytechnique, promotion 1914, où il poursuivra ses études après la guerre 14-18.
Il épouse le 8 mars 1922 à Bordeaux Marie Louise Renée Cadapaud née le 22 novembre 1902 et décédée le 27 juin 1994 à Orléans. Ils eurent cinq garçons (Michel, Jacques-Henri, Claude, Jean-Alain et Gérard) et une fille (Marie-Brigitte, épouse de Philippe Martin-Demarze). Il décède le 8 novembre 1952 (d'un accident de voiture).

### Militaire
Engagé volontaire pour huit ans le 20 août 1914 à la mairie d’Angoulême, il arrive le même jour au dépôt de son unité d'affectation, comme canonnier de seconde classe, au 52e régiment d’artillerie de campagne sous le matricule 3827.

#### Première Guerre mondiale
Il est brigadier le 11 novembre 1914, et promu sous-lieutenant de réserve par décision ministérielle du 3 janvier 1915, avec affectation au 2e régiment d’artillerie de campagne (RAC) à cette date, puis au 54e régiment d’artillerie de campagne le 15 mars 1915.
Il est détaché à l’escadrille d’aviation MF20 le 9 avril 1916 et promu sous-lieutenant d’active à titre définitif par décret du 22 juin 1916. Il est cité à l’ordre du régiment le 15 août 1916. Blessé le 7 novembre 1916 dans un accident lors d’un atterrissage, il est cité cette fois-ci à l’ordre de l’armée. Il est abattu le 24 mars 1917 en combat aérien : « blessé par chute d’avion. Commotion violente et contusions multiples. » Il est promu lieutenant par décret présidentiel du 6 juillet 1917 pour prendre rang à la date du décret.

#### Entre-deux-guerres
En 1919-1920, il reprend sa scolarité comme élève à l’École polytechnique : Scolarité. En effet une disposition permet aux élèves qui ont entamé leurs études à l'école d'y retourner après le conflit : 

« École polytechnique – Mutations
Armée active.
En exécution de la décision ministérielle du 24 janvier 1919, prononçant la reprise des cours à l'école polytechnique pour les élèves mobilisés ; les officiers à titre définitif, élèves de cette école dont les noms suivent et qui appartiennent à l'armée active, ont été désignés pour poursuivre leurs études dans ledit établissement à Paris (service, première résidence d'après-guerre) : (Promotion 1913.) M. MÉRIC (René), lieutenant d'artillerie. »

Il est affecté à l’école comme officier démissionnaire de l’armée d'active, puis au 35e régiment d’aviation par décision ministérielle du 4 juillet 1921. Rayé des cadres et passé au 34e régiment d’aviation par décision ministérielle du 2 août 1921, affecté au bataillon d’aviation du 34e régiment du 2 octobre 1923 (il réside 34 rue de l’aviation au Bourget).
Dans le contexte des tensions diplomatiques liées à l'Anschluss, il est affecté à la base aérienne du bataillon d’Amiens (décision ministérielle du 11 mai 1938).

#### Seconde Guerre mondiale
Lors de la mobilisation française de 1939, il est rappelé à l’activité le 27 août 1939, arrivé au corps le même jour. Affecté aux forces aériennes de combat, rattaché administrativement au bataillon de l’air 108 à Rennes. Puis rattaché administrativement au bataillon de l’air 118 à Rennes, pour être libéré, classé affecté spécial pour une durée illimitée au titre de la Société Saint-Sauveur à Fourchambault (Nièvre) par décision ministérielle 4723PM-L/21 du 1er décembre 1939. Il est rayé des cadres le 14 décembre 1939.

### Industriel
Fourchambault est alors une ville d’industries sidérurgiques, développée à partir de 1820 par Georges Dufaud et Louis Boigues. René Méric s’y rend pour développer la Société Saint-Sauveur. Il est encore domicilié « Mine Saint Sauveur » en juin 1940. 
Il rejoint ensuite le siège de la société à Arras, où il réside 7 rue des Rosatis. Il devient président-directeur des usines de constructions métalliques Saint-Sauveur à Arras.
René Méric est élu président de la Chambre de commerce et d'industrie d'Arras lors du renouvellement partiel de décembre 1947, puis réélu en 1950. Il en sera président jusqu’à sa mort en novembre 1952.

### Maire d'Arras (1944-1945)
Nommé en janvier 1944 par la préfecture et le Comité local de libération, il est maire le 26 février 1944. Patriote, il couvre les activités clandestines des services municipaux (distribution de fausses cartes d’identité, etc.).
Arras est libérée par les troupes britanniques le 1er septembre 1944. Le 9 septembre 1944, René Méric préside la cérémonie en l’honneur des derniers fusillés de la citadelle. Au conseil municipal du 27 février 1945 René Méric déclare : « Le logement, le ravitaillement, l’approvisionnement en textiles et les objets de première nécessité nous préoccupent… Nous avons enfin à préparer l’avenir. La restauration d’Arras se fera sitôt la guerre terminée, il faut dès maintenant mettre au point les programmes futurs : reconstruction d’un hôpital, d’écoles modernes, travaux d’édilité et d’aménagement d’une cité moderne… de constructions nouvelles et reconstructions. »
René Méric reste maire jusqu’aux élections municipales du 13 mai 1945, lors de laquelle les femmes auront pour la première fois la possibilité de voter, où la liste SFIO de Guy Mollet (résistant éminent et troisième adjoint du conseil municipal provisoire) est élue au second tour avec 55 % des votants – avec le soutien du Front populaire local - et Guy Mollet devient maire d’Arras le 19 mai 1945... pour 30 ans ![pertinence contestée]

## Décorations
- Officier de l’ordre national de la Légion d'honneur[16]
- Croix de guerre 1914-1918